# Kashimachelifer cinnamomeus
Kashimachelifer cinnamomeus es una especie de arácnido del orden Pseudoscorpionida de la familia Cheliferidae.

## Distribución geográfica
Se encuentra en Japón.